# Federico Carlo di Stolberg-Gedern
Federico Carlo di Stolberg-Gedern (Gedern, 11 ottobre 1693 – Gedern, 28 settembre 1767) è stato un politico tedesco.
Fondò la linea di Stolberg-Gedern della Casa di Stolberg, che si estinse nella linea maschile nel 1804 per venire quindi ereditata dalla linea di Stolberg-Wernigerode.

## Biografia
Egli era il figlio del conte Ludovico Cristiano di Stolberg e della moglie Cristina di Meclemburgo-Güstrow, nonché fratello minore del conte Cristiano Ernesto di Stolberg-Wernigerode. Alla morte del padre, avvenuta nel 1710, egli ricevette per testamento paterno, datato 23 gennaio 1699, la Signoria di Gedern e un sesto della Signoria di Rochefort. In seguito egli ne ricevette un altro sesto dal fratello Cristiano Ernesto ed un altro ancora alla morte del conte Enrico Augusto di Stolberg-Schwarza.
Alla presenza dell'imperatore Carlo VII a Francoforte sul Meno, il 18 febbraio 1742 Federico Carlo acquistò per sé, i suoi discendenti e la sorella Augusta Maria, badessa dell'abbazia di Herford, ma non per gli altri conti e contesse di Stolberg, l'elevazione al rango di Principe Imperiale.

## Matrimonio e discendenza
Il 22 settembre 1719 Federico Carlo sposò Luisa, figlia del conte Luigi Cratone di Nassau-Saarbrücken. La moglie morì un anno prima della morte di Federico Carlo. Insieme ebbero questi figli:
- Cristiano Ludovico (1720 – 1770), sergente di campo della Provincia dell'Alto Reno;
- Gustavo Adolfo (1722 – 1757), generale maggiore, morto nella Battaglia di Leuthen;
- Cristiano Carlo (1725 – 1764), feldmaresciallo imperiale, fu erede apparente del padre, ma morì prima di lui. Nel 1760 sposò la contessa Eleonora di Reuss-Lobenstein, reggente di Stolberg-Gedern dal 1767 al 1782. Ebbero due figli:
  - Carlo Enrico (1761 – 1804), ultimo principe di Stolberg-Gedern;
  - Luisa (1764 – 1834), nel 1780 sposò il duca Augusto Federico di Sassonia-Meiningen e nel 1787 il duca Eugenio Federico di Württemberg (1758 – 1822);
- Carolina (1731 – 1796), nel 1761 sposò il principe Cristiano Alberto di Hohenlohe-Langenburg.